# Purmerland

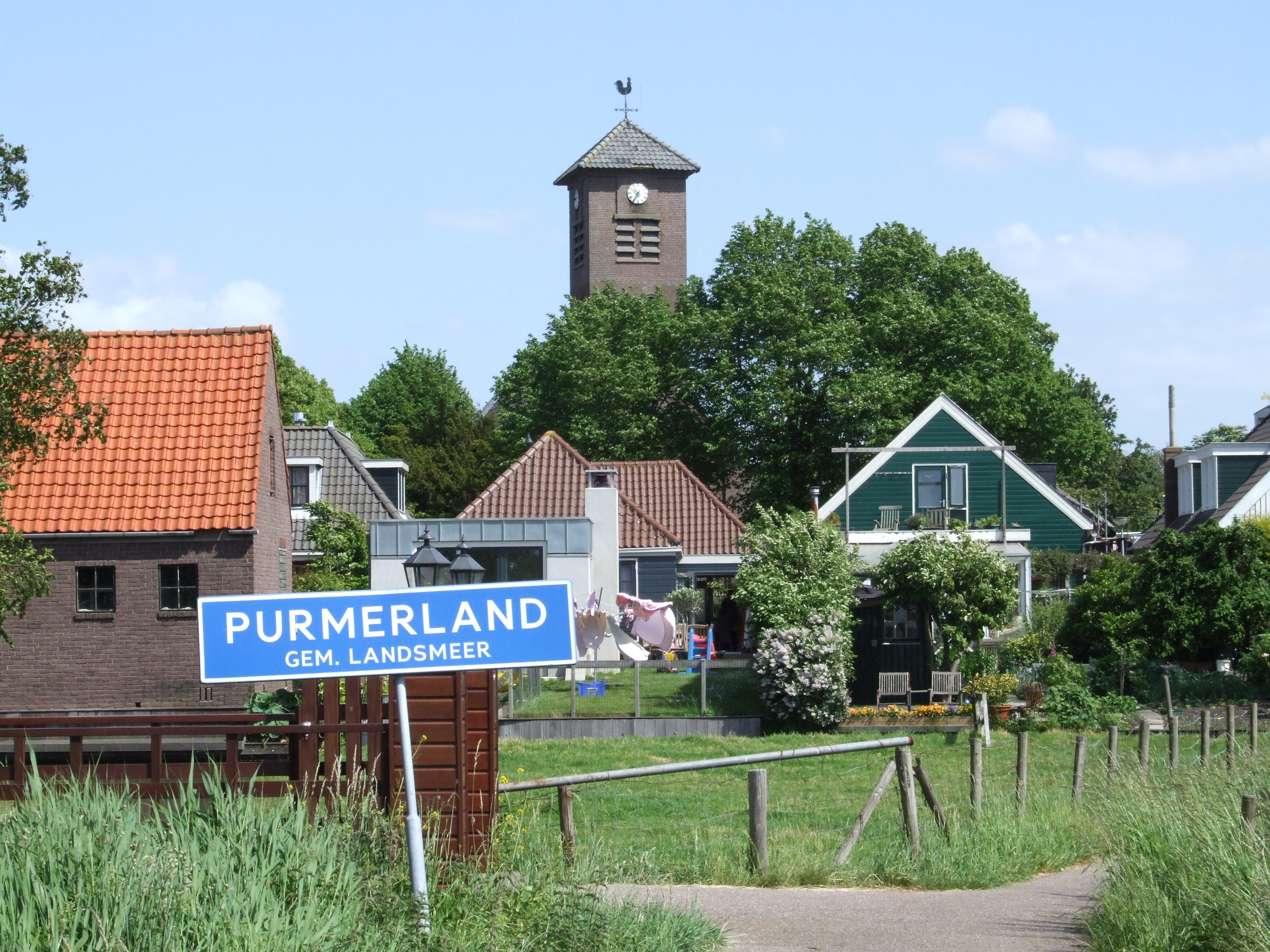
Ansicht von Purmerland

Purmerland ist ein Ort in der niederländischen Gemeinde Landsmeer (Provinz Nordholland). Der Ort war ein Teil der vormaligen hogen of vrijen Heerlijkheid van Purmerend en Purmerland sowie der Hauptort dessen nachfolgenden hogen of vrijen Heerlijkheid Purmerland en Ilpendam. Heutzutage befindet sich Purmerland in der Großgemeinde Landsmeer.

## Chronik
Die erste Erwähnung Purmerlands geschah im 12. Jahrhundert. Im Jahre 1410 erhob Graf Wilhelm VI. von Holland-Straubing für seinen vertrauten Ratsmann, Statthalter und Finanzier Willem Eggert Purmerland (samt dem ihm zugegliederten Ilpendam) mit Purmerend zur vrijen en hogen heerlijkheid Purmerend en Purmerland. Im Verlauf des Goldenen Zeitalters entwickelte sich die Landschaft der sogenannten Purmer zu einem Erholungsgebiet der reichen Patrizier und Händler Amsterdams. Viele der heutigen Landstriche wurden im 17. Jahrhundert erst durch Bodenentwässerungen erzielt. Der so geschaffene Boden bietet einer großangelegten Ackerkultur Raum. Heutzutage ist Purmerland hauptsächlich von Städtern aus dem Nahen Amsterdam bewohnt, die ehemaligen kleineren Landhäuser mussten größeren Bauten weichen. Zur Mitte des 18. Jahrhunderts zählte die Herrlichkeit Purmerland-Ilpendam 1783 Morgen Land. Im Jahre 1840 zählte Purmerland 271 Einwohner, welche auf 43 Häuser verteilt waren. Purmerland war bis in das Jahr 1991 der selbstständigen Gemeinde Ilpendam zugehörig, um dann zu gleichen Teilen den Gemeinden Waterland und Landsmeer zugeführt zu wurden. Bei der Gemeindezählung im Jahre 2009 wies die Gemeinde eine Einwohnerzahl von 401 sowie 200 Häuser auf.